# Гаррани, Иво
Иво Гарранни (итал. Ivo Garrani; 6 февраля 1924, Интродаккуа, Абруццо, Италия — 25 марта 2015, Рим, Италия) — итальянский актёр.

## Биография
Родился в Интродаккуа в итальянский провинции Абруццо. Был студентом инженерного факультета в Риме, где и начинал свою театральную карьеру, сначала как любитель, а с 1943 года выступая в партнёрстве с актёром Карло Тамберлани.
В 1950-х годах начал работать в кино, играя главные и второстепенные роли в фильмах известных итальянских и зарубежных режиссёров, среди которых Роберто Росселлини («Генерал делла Ровере», 1959), Карло Лидзани («Горбун», 1960 и «Веронский процесс», 1962), Лукино Висконти («Леопард», 1963), Абель Ганс («Сирано и д’Артаньян», 1964), Ежи Кавалерович («Маддалена», 1971).
Снимался также в фильмах советских режиссёров. В совместной советско-итальянской постановке Сергея Бондарчука «Ватерлоо» (1970) Гарранни сыграл роль французского маршала Сульта, а в знаменитой киноэпопее режиссёра Юрия Озерова «Освобождение» (1968—1972) Гарранни сыграл роль Бенито Муссолини.
Параллельно с работой в кино много снимался в телевизионных фильмах и сериалах.

## Избранная фильмография
- 1954 — Восточный экспресс / Orient Express
- 1956 — Орландо и паладины Франции / Orlando e i Paladini di Francia — Карл Великий
- 1957 — Подвиги Геракла / Le fatiche di Ercole — Пелиас, царь Иолка
- 1958 — Капитан Фракасс / Capitan Fracassa — Эроде
- 1958 — Униженные и оскорбленные / Umiliati e offesi — Ихменев
- 1958 — Кукольный дом / Casa di bambola — адвокат Торвальд Хельмер
- 1958 — Ночной город / Città di notte — доктор
- 1958 — Афродита — богиня любви / Afrodite, dea dell’amore — Антигон
- 1958 — Смерть пришла из космоса / La morte viene dallo spazio — профессор Герберт Вейсс
- 1959 — Гигант Марафона или Марафонская битва / La battaglia di Maratona — Креус
- 1959 — Остров сокровищ / L’isola del tesoro — Джон Сильвер
- 1959 — Большие деньги / Le fric — Белар
- 1959 — Южный ветер / Vento del Sud — крестный отец мафии
- 1960 — Пират Морган — губернатор Дон Хосе Гусман
- 1960 — Карфаген в огне / Cartagine in fiamme — Тала
- 1960 — Маска Сатаны / La maschera del demonio — принц Вайда
- 1960 — Горбун / Il gobbo — Моретти
- 1960 — Адуя и её подруги / Adua e le compagne — адвокат, бывший клиент Адуи
- 1960 — Вампир атомного века / Seddok, l’erede di Satana — комиссар полиции
- 1960 — Дорога гигантов / La strada dei giganti — Винсент Микоцци
- 1960 — Ночи Распутина / Les nuits de Raspoutine
- 1961 — Геркулес покоряет Атлантиду / Ercole alla conquista di Atlantide — царь Мегалии
- 1961 — Мечты рождаются на рассвете / I sogni muoiono all’alba — Андреа
- 1962 — Самый короткий день / Il Giorno più corto — сицилийский наследник
- 1962 — Покорённый город / La città prigioniera — Мавроти
- 1962 — Веронский процесс / Il processo di Verona — Роберто Фаринацци
- 1962 — Десять итальянцев говорящих по-немецки / Dieci italiani per un tedesco (Via Rasella) — Джованни Феррони
- 1962 — Иди или умри / Marcia o crepa — полковник Дион
- 1963 — Сын Спартака / Il figlio di Spartacus — Юлий Цезарь
- 1963 — Преступление и наказание / Delitto e castigo
- 1963 — Леопард / Il Gattopardo — полковник Паллавичино
- 1964 — Обручённые / I promessi sposi — безымянный
- 1964 — Сирано и Д`Артаньян / Cyrano et d’Artagnan
- 1965 — Казанова 70 / Casanova '70
- 1965 — Великие лидеры / I grandi condottieri — Гедеон
- 1967 — Авантюрист / L’avventuriero — Сцевола
- 1967 — Пояс целомудрия / La cintura di castità — герцог Пандольфо
- 1968 — Освобождение (фильм 1-й «Огненная дуга» — Муссолини
- 1968 — Освобождение (фильм 2-й «Прорыв») — Муссолини
- 1968 — Любовница Граминьи / L’amante di Gramigna
- 1968 — У убийцы чистые руки / Omicidio per vocazione — Леон
- 1969 — Ватерлоо / Waterloo — маршал Сульт
- 1971 — Маддалена / Maddalena
- 1971 — У всех нас временная свобода / Siamo tutti in libertà provvisoria — генеральный прокурор
- 1972 — На войне, как на войне / À la guerre comme à la guerre — Люблянский
- 1972 — Миланский калибр 9 / Milano calibro 9 — Винченцо
- 1972 — Ценный специалист с обеспеченным будущим / Un apprezzato professionista di sicuro avvenire — отец Луцетты
- 1975 — Специальное отделение / Section spéciale — адмирал
- 1976 — Палачи / Gli esecutori — босс мафии Сальваторе Франческо
- 1977 — Холокост 2000 / Holocaust 2000 — премьер-министр
- 1977 — Италия: Последний акт? / Italia: Ultimo atto?
- 1984 — Сезон дождей / La stagione delle piogge — Ромеро
- 1985 — Раскаявшийся / Il pentito
- 1987 — Солдаты — 365 на рассвете / Soldati — 365 all’alba — полковник
- 1989 — Джибоа, тропа бриллиантов / Jiboa, il sentiero dei diamanti
- 1991 — Невидимая стена / Il muro di gomma
- 1992—1994 — Камилла / Camilla, parlami d’amore
- 1993 — Трагедия века
- 1993 — Площадь Испании / Piazza di Spagna — министр
- 1993 — На чёрном континенте / Nel continente nero — монсеньор Монтазини
- 1996—2006 — Место под солнцем / Un posto al sole — Константин Поджи
- 1998 — Бог есть / Dio c'è — Гектор — отец Рикардо
- !998—2008 — Страсти по-итальянски / Incantesimo
- 1999 — Крестный 4. Фальконе / Excellent Cadavers — судья Гаэтано Коста
- 2000 — Чувство вины / Senso di colpa
- 2000 — Зора-вампирша / Zora la vampira — священник
- 2001 — Женщины мафии / Donne di mafia
- 2003 — Добрый папа / Il papa buono — кардинал Карнако
- 2005 — Ветеринар / Il veterinario — Эджидио
- 2005 — Королева цветов / Regina dei fiori — Контурзи
- 2005 — Мир чудесный / Il mondo è meraviglioso — Констанцио
- 2006—2010 — Капри / Capri — Эдуардо
- 2008 — Марчелло, Марчелло / Marcello Marcello — делегат
- 2009 — Остров секретов / L’isola dei segreti — Артуро Туррити